# Seznam dílů seriálu Chůva k pohledání
Toto je seznam dílů seriálu Chůva k pohledání. V Česku jej premiérově vysílala TV Prima. Epizody nemají české názvy.

## Přehled řad
| Řada | Díly | Premiéra v USA    | Premiéra v USA  | Premiéra v ČR    | Premiéra v ČR   |
| Řada | Díly | První díl         | Poslední díl    | První díl        | Poslední díl    |
| ---- | ---- | ----------------- | --------------- | ---------------- | --------------- |
| 1    | 22   | 3. listopadu 1993 | 16. května 1994 | 29. ledna 2004   | 27. února 2004  |
| 2    | 26   | 12. září 1994     | 22. května 1995 | 1. března 2004   | 5. dubna 2004   |
| 3    | 27   | 11. září 1995     | 20. května 1996 | 6. dubna 2004    | 18. května 2004 |
| 4    | 26   | 18. září 1996     | 21. května 1997 | 19. května 2004  | 30. června 2004 |
| 5    | 23   | 1. října 1997     | 13. května 1998 | 1. července 2004 | 5. srpna 2004   |
| 6    | 22   | 30. září 1998     | 23. června 1999 | 6. srpna 2004    | 3. září 2004    |

## Seznam dílů

### První řada (1993–⁠1994)
| Č. v seriálu | Č. v řadě | Původní název                                    | Režie                               | Scénář                                                        | Premiéra v USA     | Premiéra v ČR  |
| ------------ | --------- | ------------------------------------------------ | ----------------------------------- | ------------------------------------------------------------- | ------------------ | -------------- |
| 1            | 1         | The Nanny                                        | Lee Shallat-Chemel                  | Fran Dresher a Peter Marc Jacobson                            | 3. listopadu 1993  | 29. ledna 2004 |
| 2            | 2         | Smoke Gets in Your Lies                          | Lee Shallat-Chemel                  | Michael Rowe                                                  | 10. listopadu 1993 | 30. ledna 2004 |
| 3            | 3         | My Fair Nanny                                    | Lee Shallat-Chemel                  | Andy Goodman                                                  | 17. listopadu 1993 | 2. února 2004  |
| 4            | 4         | The Nuchslep                                     | Lee Shallat-Chemel                  | Eve Ahlert a Dennis Drake                                     | 24. listopadu 1993 | 3. února 2004  |
| 5            | 5         | Here Comes the Brood                             | Lee Shallat-Chemel                  | Diane Wilk                                                    | 6. prosince 1993   | 4. února 2004  |
| 6            | 6         | The Butler, The Husband, The Wife and Her Mother | Lee Shallat-Chemel                  | Howard Meyers                                                 | 8. prosince 1993   | 5. února 2004  |
| 7            | 7         | Imaginary Friend                                 | Lee Shallat-Chemel                  | Pamela Eells a Sally Lapiduss                                 | 15. prosince 1993  | 6. února 2004  |
| 8            | 8         | Christmas Episode                                | Lee Shallat-Chemel                  | Fran Drescher a Peter Marc Jacobson                           | 22. prosince 1993  | 9. února 2004  |
| 9            | 9         | Personal Business                                | Lee Shallat-Chemel                  | Fran Drescher a Peter Marc Jacobson                           | 29. prosince 1993  | 10. února 2004 |
| 10           | 10        | The Nanny-in-Law                                 | Paul Miller                         | Eve Ahlert a Dennis Drake                                     | 12. ledna 1994     | 11. února 2004 |
| 11           | 11        | A Plot for Nanny                                 | Fran Drescher a Peter Marc Jacobson | Sandy Krinski a Lisa Garrett                                  | 19. ledna 1994     | 12. února 2004 |
| 12           | 12        | The Show Must Go On                              | Will Mackenzie                      | Dana Reston a Frank Lombardi                                  | 26. ledna 1994     | 13. února 2004 |
| 13           | 13        | Maggie the Model                                 | Will Mackenzie                      | Diane Wilk                                                    | 2. února 1994      | 16. února 2004 |
| 14           | 14        | The Family Plumbing                              | Linda Day                           | Bill Lawrence                                                 | 9. února 1994      | 17. února 2004 |
| 15           | 15        | Deep Throat                                      | Linda Day                           | Pamela Eells a Sally Lapiduss                                 | 2. března 1994     | 18. února 2004 |
| 16           | 16        | Schlepped Away                                   | Linda Day                           | Fran Drescher a Peter Marc Jacobson                           | 9. března 1994     | 19. února 2004 |
| 17           | 17        | Stop the Wedding, I Want to Get Off              | Gail Mancuso                        | Diane Wilk                                                    | 16. března 1994    | 20. února 2004 |
| 18           | 18        | Sunday in the Park with Fran                     | Gail Mancuso                        | Howard Meyer                                                  | 23. března 1994    | 23. února 2004 |
| 19           | 19        | Gym Teacher                                      | Gail Mancuso                        | Alan Eisenstock a Larry Mintz                                 | 6. dubna 1994      | 24. února 2004 |
| 20           | 20        | Ode to Barbra Joan                               | Gail Mancuso                        | námět: Frank Lombardi a Dana Reston scénář: David M. Matthews | 13. dubna 1994     | 25. února 2004 |
| 21           | 21        | Frannie's Choice                                 | Paul Miller                         | Tracy Newman a Jonathan Stark                                 | 20. dubna 1994     | 26. února 2004 |
| 22           | 22        | I Don't Remember Mama                            | Paul Miller                         | Howard Meyers a Diane Wilk                                    | 16. dubna 1994     | 27. února 2004 |

### Druhá řada (1994–⁠1995)
| Č. v seriálu | Č. v řadě | Původní název             | Režie              | Scénář                                                                              | Premiéra v USA     | Premiéra v ČR   |
| ------------ | --------- | ------------------------- | ------------------ | ----------------------------------------------------------------------------------- | ------------------ | --------------- |
| 23           | 1         | Fran-Lite                 | Lee Shallat-Chemel | Janis Hirsch                                                                        | 12. září 1994      | 1. března 2004  |
| 24           | 2         | The Playwright            | Gail Mancuso       | Lisa Medway                                                                         | 19. září 1994      | 2. března 2004  |
| 25           | 3         | Everybody Needs a Bubby   | Lee Shallat-Chemel | Diane Wilk                                                                          | 26. září 1994      | 3. března 2004  |
| 26           | 4         | Material Fran             | Lee Shallat-Chemel | Eileen O'Hare                                                                       | 3. října 1994      | 4. března 2004  |
| 27           | 5         | Curse of the Grandmas     | Lee Shallat-Chemel | Eric Cohen                                                                          | 10. října 1994     | 5. března 2004  |
| 28           | 6         | The Nanny Napper          | Lee Shallat-Chemel | Jayne Hamil a Rick Shaw                                                             | 17. října 1994     | 8. března 2004  |
| 29           | 7         | A Star is Unborn          | Lee Shallat-Chemel | Pamela Eells a Sally Lapiduss                                                       | 24. října 1994     | 9. března 2004  |
| 30           | 8         | Pishke Business           | Lee Shallat-Chemel | Alan R. Cohen a Alan Freedland                                                      | 31. října 1994     | 10. března 2004 |
| 31           | 9         | Stock Tip                 | Lee Shallat-Chemel | David M. Matthews                                                                   | 7. listopadu 1994  | 11. března 2004 |
| 32           | 10        | The Whine Cellar          | Lee Shallat-Chemel | Eileen O'Hare                                                                       | 14. listopadu 1994 | 12. března 2004 |
| 33           | 11        | When You Pish Upon a Star | Lee Shallat-Chemel | Diane Wilk                                                                          | 21. listopadu 1994 | 15. března 2004 |
| 34           | 12        | Take Back Your Mink       | Lee Shallat-Chemel | Fran Drescher a Peter Marc Jacobson                                                 | 21. listopadu 1994 | 16. března 2004 |
| 35           | 13        | The Strike                | Lee Shallat-Chemel | Janis Hirsch                                                                        | 28. listopadu 1994 | 17. března 2004 |
| 36           | 14        | I've Got a Secret         | Lee Shallat-Chemel | Eric Cohen                                                                          | 12. prosince 1994  | 18. března 2004 |
| 37           | 15        | Kindervelt Days           | Lee Shallat-Chemel | Frank Lombardi a Dana Reston                                                        | 2. ledna 1995      | 19. března 2004 |
| 38           | 16        | Canasta Masta             | Lee Shallat-Chemel | Frank Lombardi a Dana Reston                                                        | 9. ledna 1995      | 22. března 2004 |
| 39           | 17        | The Will                  | Randy Bennett      | Fran Drescher a Peter Marc Jacobson                                                 | 16. ledna 1995     | 23. března 2004 |
| 40           | 18        | The Nanny Behind the Man  | Lee Shallat-Chemel | Jerry Perzigian                                                                     | 23. ledna 1995     | 24. března 2004 |
| 41           | 19        | A Fine Friendship         | Lee Shallat-Chemel | Eileen O'Hare                                                                       | 6. února 1995      | 25. března 2004 |
| 42           | 20        | Lamb Chop's On the Menu   | Lee Shallat-Chemel | Frank Lombardi a Dana Reston                                                        | 13. února 1995     | 26. března 2004 |
| 43           | 21        | Close Shave               | Dorothy Lyman      | Elliot Stern                                                                        | 20. února 1995     | 29. března 2004 |
| 44           | 22        | What the Butler Sang      | Lee Shallat-Chemel | Diane Wilk                                                                          | 27. února 1995     | 30. března 2004 |
| 45           | 23        | A Kiss Is Just a Kiss     | Dorothy Lyman      | Eileen O'Hare                                                                       | 1. května 1995     | 31. března 2004 |
| 46           | 24        | Strange Bedfellows        | Dorothy Lyman      | Frank Lombardi a Dana Reston                                                        | 8. května 1995     | 1. dubna 2004   |
| 47           | 25        | The Chatterbox            | Lee Shallat-Chemel | námět: Fran Drescher a Peter Marc Jacobson scénář: Robert Sternin a Prudence Fraser | 15. května 1995    | 2. dubna 2004   |
| 48           | 26        | Fran Gets Mugged          | Lee Shallat-Chemel | Jayne Hamil a Rick Shaw                                                             | 22. května 1995    | 5. dubna 2004   |

### Třetí řada (1995–⁠1996)
| Č. v seriálu | Č. v řadě | Původní název                  | Režie         | Scénář                              | Premiéra v USA     | Premiéra v ČR   |
| ------------ | --------- | ------------------------------ | ------------- | ----------------------------------- | ------------------ | --------------- |
| 49           | 1         | Pen Pal                        | Dorothy Lyman | Jayne Hamil a Rick Shaw             | 11. září 1995      | 6. dubna 2004   |
| 50           | 2         | Franny and the Professor       | Dorothy Lyman | Janis Hirsch                        | 18. září 1995      | 7. dubna 2004   |
| 51           | 3         | Dope Diamond                   | Dorothy Lyman | Diane Wilk                          | 25. září 1995      | 8. dubna 2004   |
| 52           | 4         | A Fine Family Feud             | Dorothy Lyman | Frank Lombardi                      | 2. října 1995      | 9. dubna 2004   |
| 53           | 5         | Val's Apartment                | Dorothy Lyman | Pamela Eells a Sally Lapiduss       | 9. října 1995      | 13. dubna 2004  |
| 54           | 6         | Shopaholic                     | Dorothy Lyman | Eric Cohen                          | 16. října 1995     | 14. dubna 2004  |
| 55           | 7         | Oy Vey, You're Gay             | Dorothy Lyman | Eileen O'Hare                       | 23. října 1995     | 15. dubna 2004  |
| 56           | 8         | The Party's Over               | Dorothy Lyman | Caryn Lucas                         | 6. listopadu 1995  | 16. dubna 2004  |
| 57           | 9         | The Two Mrs. Sheffields        | Dorothy Lyman | Diane Wilk                          | 13. listopadu 1995 | 19. dubna 2004  |
| 58           | 10        | Having His Baby                | Dorothy Lyman | Erik Mintz                          | 20. listopadu 1995 | 20. dubna 2004  |
| 59           | 11        | The Unkindest Gift             | Dorothy Lyman | Frank Lombardi                      | 27. listopadu 1995 | 21. dubna 2004  |
| 60           | 12        | The Kibbutz                    | Dorothy Lyman | Frank Lombardi                      | 4. prosince 1995   | 23. dubna 2004  |
| 61           | 13        | An Offer She Can't Refuse      | Dorothy Lyman | Jayne Hamil a Rick Shaw             | 11. prosince 1995  | 26. dubna 2004  |
| 62           | 14        | Oy to the World                | Dorothy Lyman | Fran Drescher a Peter Marc Jacobson | 18. prosince 1995  | nebylo vysíláno |
| 63           | 15        | Fashion Show                   | Dorothy Lyman | Eileen O'Hare                       | 8. ledna 1996      | 27. dubna 2004  |
| 64           | 16        | Where's Fran?                  | Dorothy Lyman | Sally Lapiduss                      | 15. ledna 1996     | 28. dubna 2004  |
| 65           | 17        | The Grandmas                   | Dorothy Lyman | Caryn Lucas                         | 22. ledna 1996     | 30. dubna 2004  |
| 66           | 18        | Val's Boyfriend                | Dorothy Lyman | Erik Mintz                          | 5. února 1996      | 3. května 2004  |
| 67           | 19        | Love is a Many Blundered Thing | Dorothy Lyman | Dan Amernick a Jay Amernick         | 12. února 1996     | 6. května 2004  |
| 68           | 20        | Your Feet's Too Big            | Dorothy Lyman | Sally Lapiduss                      | 19. února 1996     | 7. května 2004  |
| 69           | 21        | Where's the Pearls?            | Dorothy Lyman | Frank Lombardi                      | 26. února 1996     | 10. května 2004 |
| 70           | 22        | The Hockey Show                | Dorothy Lyman | Robbie Schwartz                     | 4. března 1996     | 11. května 2004 |
| 71           | 23        | That's Midlife                 | Dorothy Lyman | Caryn Lucas                         | 11. března 1996    | 12. května 2004 |
| 72           | 24        | The Cantor Show                | Dorothy Lyman | Diane Wilk                          | 29. dubna 1996     | 13. května 2004 |
| 73           | 25        | Green Card                     | Dorothy Lyman | Rick Shaw                           | 6. května 1996     | 14. května 2004 |
| 74           | 26        | Ship of Fran's                 | Dorothy Lyman | Diane Wilk                          | 13. května 1996    | 17. května 2004 |
| 75           | 27        | A Pup in Paris                 | Dorothy Lyman | Diane Wilk                          | 20. května 1996    | 18. května 2004 |

### Čtvrtá řada (1996–⁠1997)
| Č. v seriálu | Č. v řadě | Původní název                        | Režie         | Scénář                            | Premiéra v USA     | Premiéra v ČR   |
| ------------ | --------- | ------------------------------------ | ------------- | --------------------------------- | ------------------ | --------------- |
| 76           | 1         | The Tart with Heart                  | Dorothy Lyman | Frank Lombardi                    | 18. září 1996      | 19. května 2004 |
| 77           | 2         | The Cradle Robbers                   | Dorothy Lyman | Nastaran Dibai a Jeffrey B. Hodes | 25. září 1996      | 20. května 2004 |
| 78           | 3         | The Bird's Nest                      | Dorothy Lyman | Jayne Hamil                       | 2. října 1996      | 21. května 2004 |
| 79           | 4         | The Rosie Show                       | Dorothy Lyman | Nastaran Dibai a Jeffrey B. Hodes | 9. října 1996      | 31. května 2004 |
| 80           | 5         | Freida Needa Man                     | Dorothy Lyman | Frank Lombardi                    | 16. října 1996     | 1. června 2004  |
| 81           | 6         | Me and Mrs. Joan                     | Dorothy Lyman | Peter Marc Jacobson               | 30. října 1996     | 2. června 2004  |
| 82           | 7         | The Taxman Cometh                    | Dorothy Lyman | Dan Amernick a Jay Amernick       | 6. listopadu 1996  | 3. června 2004  |
| 83           | 8         | An Affair to Dismember               | Dorothy Lyman | Diane Wilk                        | 13. listopadu 1996 | 4. června 2004  |
| 84           | 9         | Tattoo                               | Dorothy Lyman | Caryn Lucas                       | 20. listopadu 1996 | 7. června 2004  |
| 85           | 10        | The Car Show                         | Dorothy Lyman | Robbie Schwartz                   | 11. prosince 1996  | 8. června 2004  |
| 86           | 11        | Hurricane Fran                       | Dorothy Lyman | Rick Shaw                         | 18. prosince 1996  | 9. června 2004  |
| 87           | 12        | Danny's Dead and Who's Got the Will? | Dorothy Lyman | Jayne Hamil                       | 8. ledna 1997      | 10. června 2004 |
| 88           | 13        | Kissing Cousins                      | Dorothy Lyman | Caryn Lucas                       | 15. ledna 1997     | 11. června 2004 |
| 89           | 14        | The Fifth Wheel                      | Dorothy Lyman | Jayne Hamil                       | 29. ledna 1997     | 14. června 2004 |
| 90           | 15        | The Nose Knows                       | Dorothy Lyman | Rick Shaw                         | 5. února 1997      | 15. června 2004 |
| 91           | 16        | The Bank Robbery                     | Dorothy Lyman | Jayne Hamil                       | 12. února 1997     | 16. června 2004 |
| 92           | 17        | Samson, He Denied Her                | Dorothy Lyman | Flo Cameron                       | 19. února 1997     | 17. června 2004 |
| 93           | 18        | The Facts of Lice                    | Dorothy Lyman | Nastaran Dibai a Jeffrey B. Hodes | 5. března 1997     | 18. června 2004 |
| 94           | 19        | Fran's Roots                         | Dorothy Lyman | Caryn Lucas                       | 12. března 1997    | 21. června 2004 |
| 95           | 20        | The Nanny and the Hunk Producer      | Dorothy Lyman | Frank Lombardi                    | 2. dubna 1997      | 22. června 2004 |
| 96           | 21        | The Passed-Over Story                | Dorothy Lyman | Rick Shaw                         | 9. dubna 1997      | 23. června 2004 |
| 97           | 22        | No Muse Is Good Muse                 | Dorothy Lyman | Jayne Hamil                       | 23. dubna 1997     | 24. června 2004 |
| 98           | 23        | You Bette Your Life                  | Dorothy Lyman | Frank Lombardi                    | 30. dubna 1997     | 25. června 2004 |
| 99           | 24        | The Heather Biblow Story             | Dorothy Lyman | Ivan Menchell                     | 7. května 1997     | 28. června 2004 |
| 100          | 25        | The Boca Story                       | Dorothy Lyman | Caryn Lucas                       | 14. května 1997    | 29. června 2004 |
| 101          | 26        | Fran's Gotta Have It                 | Dorothy Lyman | Diane Wilk                        | 21. května 1997    | 30. června 2004 |

### Pátá řada (1997–⁠1998)
| Č. v seriálu | Č. v řadě | Původní název                  | Režie               | Scénář                            | Premiéra v USA     | Premiéra v ČR     |
| ------------ | --------- | ------------------------------ | ------------------- | --------------------------------- | ------------------ | ----------------- |
| 102          | 1         | The Morning After              | Dorothy Lyman       | Caryn Lucas                       | 1. října 1997      | 1. července 2004  |
| 103          | 2         | First Date                     | Dorothy Lyman       | Frank Lombardi                    | 8. října 1997      | 2. července 2004  |
| 104          | 3         | The Bobbie Fleckman Story      | Dorothy Lyman       | Diane Wilk                        | 15. října 1997     | 8. července 2004  |
| 105          | 4         | Fransom                        | Dorothy Lyman       | Jayne Hamil                       | 22. října 1997     | 9. července 2004  |
| 106          | 5         | The Ex-Niles                   | Dorothy Lyman       | Nastaran Dibai a Jeffrey B. Hodes | 29. října 1997     | 12. července 2004 |
| 107          | 6         | A Decent Proposal              | Dorothy Lyman       | Ivan Menchell                     | 5. listopadu 1997  | 13. července 2004 |
| 108          | 7         | Mommy and Mai                  | Dorothy Lyman       | Caryn Lucas                       | 12. listopadu 1997 | 14. července 2004 |
| 109          | 8         | Fair Weather Fran              | Dorothy Lyman       | Rick Shaw                         | 19. listopadu 1997 | 15. července 2004 |
| 110          | 9         | Educating Fran                 | Dorothy Lyman       | Suzanne Gangursky                 | 10. prosince 1997  | 16. července 2004 |
| 111          | 10        | From Flushing with Love        | Dorothy Lyman       | Dan Amernick a Jay Amernick       | 17. prosince 1997  | 19. července 2004 |
| 112          | 11        | Rash to Judgment               | Dorothy Lyman       | Ivan Menchell                     | 7. ledna 1998      | 20. července 2004 |
| 113          | 12        | One False Mole and You're Dead | Dorothy Lyman       | Frank Lombardi                    | 14. ledna 1998     | 21. července 2004 |
| 114          | 13        | Call Me Fran                   | Fran Drescher       | Diane Wilk                        | 21. ledna 1998     | 22. července 2004 |
| 115          | 14        | Not Without My Nanny           | Dorothy Lyman       | Nastaran Dibai a Jeffrey B. Hodes | 28. ledna 1998     | 23. července 2004 |
| 116          | 15        | The Engagement                 | Dorothy Lyman       | Rick Shaw                         | 4. března 1998     | 26. července 2004 |
| 117          | 16        | The Dinner Party               | Dorothy Lyman       | Ivan Menchell                     | 11. března 1998    | 27. července 2004 |
| 118          | 17        | Homie-Work                     | Dorothy Lyman       | Jayne Hamil                       | 18. března 1998    | 28. července 2004 |
| 119          | 18        | The Reunion Show               | Dorothy Lyman       | Suzanne Gangursky a Sean Hanley   | 25. března 1998    | 29. července 2004 |
| 120          | 19        | Immaculate Concepcion          | Dorothy Lyman       | Fran Drescher a Robert Sternin    | 1. dubna 1998      | 30. července 2004 |
| 121          | 20        | The Pre-Nup                    | Peter Marc Jacobson | Frank Lombardi                    | 29. dubna 1998     | 3. srpna 2004     |
| 122          | 21        | The Best Man                   | Dorothy Lyman       | Rick Shaw                         | 6. května 1998     | 4. srpna 2004     |
| 123          | 22        | The Wedding, Part 1            | Peter Marc Jacobson | Caryn Lucas                       | 13. května 1998    | 5. srpna 2004     |
| 124          | 23        | The Wedding, Part II           | Peter Marc Jacobson | Caryn Lucas                       | 13. května 1998    | 5. srpna 2004     |

### Šestá řada (1998–⁠1999)
| Č. v seriálu | Č. v řadě | Původní název                        | Režie               | Scénář                                                                                     | Premiéra v USA     | Premiéra v ČR  |
| ------------ | --------- | ------------------------------------ | ------------------- | ------------------------------------------------------------------------------------------ | ------------------ | -------------- |
| 125          | 1         | The Honeymoon's Overboard            | Peter Marc Jacobson | Frank Lombardi                                                                             | 30. září 1998      | 6. srpna 2004  |
| 126          | 2         | Fran Gets Shushed                    | Peter Marc Jacobson | Caryn Lucas                                                                                | 7. října 1998      | 9. srpna 2004  |
| 127          | 3         | Once a Secretary, Always a Secretary | Peter Marc Jacobson | Allen Jay Zipper                                                                           | 14. října 1998     | 10. srpna 2004 |
| 128          | 4         | Sara's Parents                       | Peter Marc Jacobson | Jayne Hamil                                                                                | 21. října 1998     | 11. srpna 2004 |
| 129          | 5         | Maggie's Boyfriend                   | Peter Marc Jacobson | Rick Shaw                                                                                  | 28. října 1998     | 12. srpna 2004 |
| 130          | 6         | I'm Pregnant                         | Peter Marc Jacobson | Ivan Menchell                                                                              | 4. listopadu 1998  | 13. srpna 2004 |
| 131          | 7         | Mom's the Word                       | Peter Marc Jacobson | Cody Farley a Suzanne Myers                                                                | 11. listopadu 1998 | 16. srpna 2004 |
| 132          | 8         | Making Whoopi                        | Peter Marc Jacobson | Suzanne Gangursky                                                                          | 18. listopadu 1998 | 17. srpna 2004 |
| 133          | 9         | Oh, Say, Can You Ski                 | Peter Marc Jacobson | Dan Amernick a Jay Amernick                                                                | 25. listopadu 1998 | 18. srpna 2004 |
| 134          | 10        | The Hanukkah Story                   | Peter Marc Jacobson | námět: Ivan Menchell scénář: Matthew J. Berman a Ivan Menchell                             | 16. prosince 1998  | 19. srpna 2004 |
| 135          | 11        | The In-Law Who Came Forever          | Peter Marc Jacobson | námět: Rick Shaw scénář: Danny Passman a Michael Scalisi                                   | 6. ledna 1999      | 20. srpna 2004 |
| 136          | 12        | The Fran in the Mirror               | Jennifer Reed       | námět: Jayne Hamil scénář: Chandler Evans a Jayne Hamil                                    | 20. ledna 1999     | 23. srpna 2004 |
| 137          | 13        | The Yummy Mummy                      | Peter Marc Jacobson | Cody Farley a Suzanne Myers                                                                | 3. února 1999      | 24. srpna 2004 |
| 138          | 14        | California, Here We Come             | Peter Marc Jacobson | námět: Suzanne Gangursky scénář: Suzanne Gangursky a Mary Lindes                           | 26. března 1999    | 25. srpna 2004 |
| 139          | 15        | Ma'ternal Affairs                    | Peter Marc Jacobson | Frank Lombardi                                                                             | 2. června 1999     | 26. srpna 2004 |
| 140          | 16        | The Producers                        | Peter Marc Jacobson | námět: Rick Shaw scénář: Mike Dow, Chandler Evans a Rick Shaw                              | 9. června 1999     | 27. srpna 2004 |
| 141          | 17        | The Dummy Twins                      | Peter Marc Jacobson | námět: Ivan Menchell scénář: Rachel Chagall, Harriet Goldman, Camelia Kath a Ivan Menchell | 16. června 1999    | 30. srpna 2004 |
| 142          | 18        | Yetta's Letters                      | Peter Marc Jacobson | námět: Dan Amernick a Jay Amernick scénář: Dan Amernick, Jay Amernick a Bernie Vyzga       | 16. června 1999    | 30. srpna 2004 |
| 143          | 19        | Maggie's Wedding                     | Fran Drescher       | Jayne Hamil                                                                                | 23. června 1999    | 31. srpna 2004 |
| 144          | 20        | The Baby Shower                      | Peter Marc Jacobson | námět: Cody Farley a Suzanne Myers scénář: Sean Hanley, James Nelson a Howard Preiser      | 23. června 1999    | 1. září 2004   |
| 145          | 21        | The Finale, Part 1                   | Peter Marc Jacobson | Caryn Lucas                                                                                | 12. května 1999    | 2. září 2004   |
| 146          | 22        | The Finale, Part 2                   | Peter Marc Jacobson | Caryn Lucas a Peter Marc Jacobson a Frank Lombardi                                         | 12. května 1999    | 3. září 2004   |

### Reunion speciál (2004)
| Č. | Původní název                         | Premiéra v USA   | Premiéra v ČR   |
| -- | ------------------------------------- | ---------------- | --------------- |
| 0  | The Nanny Reunion: A Nosh to Remember | 6. prosince 2004 | nebylo vysíláno |